# Hylarana celebensis
Hylarana celebensis är en groddjursart som först beskrevs av Peters 1872.  Hylarana celebensis ingår i släktet Hylarana och familjen egentliga grodor. IUCN kategoriserar arten globalt som livskraftig. Inga underarter finns listade i Catalogue of Life.